# 鹿児島県立野田女子高等学校
鹿児島県立野田女子高等学校（かごしまけんりつのだじょしこうとうがっこう）は、鹿児島県出水市野田町下名にある県立高等学校。
鹿児島県立の高等学校では唯一の女子校である（鹿児島女子高等学校は鹿児島市立、鹿屋女子高等学校は鹿屋市立）。また、西日本の都道府県立の高等学校の中では唯一の女子高校でもある。寮も備え、遠方の在校生などが利用。

## 設置学科
本科
- 食物科（家庭に関する学科）
- 生活文化科（家庭に関する学科）
- 衛生看護科（看護に関する学科）

専攻科
- 専攻科（衛生看護科）（看護に関する学科）

## 沿革
- 1948年（昭和23年） - 鹿児島県西長島高等学校分校として開校。
- 1949年（昭和24年） - 鹿児島県野田高等学校と改称。
- 1966年（昭和41年） - 鹿児島県立野田女子高等学校と改称。

## 通学区・最寄り駅
鹿児島県内全域を通学区域とする。最寄り駅は肥薩おれんじ鉄道野田郷駅。

## 論議を呼んだ教育手法
- 校則に違反した入寮者の生徒を数週間から1か月程度の間退寮させ、自宅通学させていたことが2016年3月に報道された[1]。

## 著名な卒業生
- 宇徳敬子 - シンガーソングライター
- 前田瑠美 - 歌手・武道家・Youtuber